# ميثان طبقة الفحم

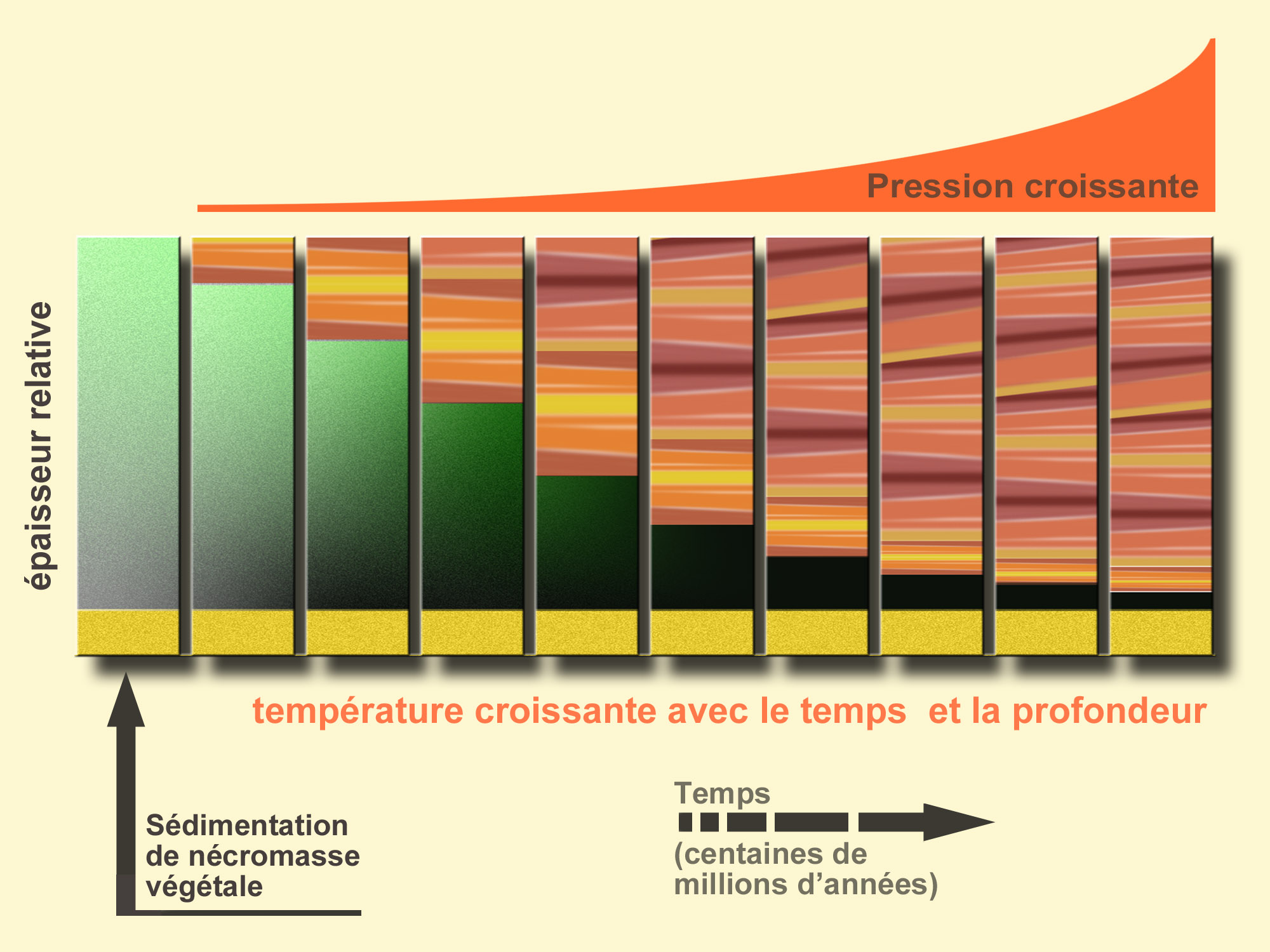

ميثان طبقة الفحم الحجري(بالإنجليزية :Coalbed methane) يرمز له (CBM)،  أو ميثان طبقة الفحم، أو غاز الفحم، أو ميثان منجم الفحم ويرمز له (CMM). هو شكل من أشكال الغاز الطبيعي المستخرج من طبقات الفحم. وفي العقود الأخيرة، أصبح مصدرًا مهمًا للطاقة في الولايات المتحدة وكندا وأستراليا ودول أخرى.
تتضمن العملية استخراج غاز الميثان الممتز على الشبكة الكربونية الصلبة في الفحم. إن كمائن الغاز الموجودة في مناجم الفحم هي من الميثان، والذي كان يطلق عليه في السابق اسم غاز المناجم، وكان من أحد أسباب وقوع الكوارث في الماضي. كما يطلق على هذا الغاز مصطلح الغاز الحلو sweet gas، بسبب افتقاره لمركب كبريتيد الهيدروجين.

## اقرأ أيضاً
- ميثان
- فحم